# Nékám Lajos (orvos, 1868–1957)
Nékám Lajos Sándor (Pest, 1868. június 4. – Budapest, 1957. január 29.) magyar orvosdoktor, egyetemi magántanár, Nékám Sándor egyetemi tanár fia, Nékám Lajos orvos édesapja.

## Élete
Pesten, végezte a gimnáziumot és az egyetemet; 1889-ben orvosdoktorrá avatták. Fodor József és Pertik Ottó tanárok mellett öt évig dolgozott, azután az orvosi fakultás támogatásával három évig külföldön, főleg Párizsban és Londonban tanulmányozta a bőrgyógyászatot. Egész Európát beutazta és a ritkább bőrbajok tanulmányozására hosszabb időt töltött Spanyolországban és Észak-Afrikában is. 1895-től a fővárosi bakteriológiai intézet igazgatója, 1898-tól egyetemi magántanár és 1906-tól a bőrgyógyászati klinika vezetője volt. 1910-től a bőrgyógyászatot tanított a budapesti egyetemen. 1935-től tagja volt a felsőháznak. Ő volt aki Magyarországon a szifilisz elleni társadalmi küzdelmet és a nemibeteg- és bőrgombaszűrések megindítását kezdeményezte. Orvostörténelmi szempontból is feldolgozta a magyar bőrgyógyászat múltját, valamint a vérbaj kérdését.
Cikkei a Jó Egészségben (A vaj, 1892); az Orvosi mentés Kézikönyvében (Budapest, 1891); a Belgyógyászat Kézikönyvében (Budapest, 1893-99); a Pallas nagy lexikonának is munkatársa volt.

## Kötetei
- Neurofibroma multiplex. Bpest, 1893
- Dolgozatok a fővárosi bakteriologiai intézetből. Bpest, 1897
- Über die leukaemischen Erkrankungen der Haut. Hamburg, 1899
- Magyar orvosi Vademecum 1., 2/1., 2/2.. Bpest, 1902
- Corpus Iconum Morborum Cutaneorum. Bpest, 1938

## Szerkesztései
- A közkórházi Orvos-Társulat 1898. Évkönyve Terrayval (Bpest, 1899)
- A Mentők Lapja egyik szerkesztője volt 1889-91-ben Budapesten.